# Листонос Ридлея
Листонос Ридлея (лат. Hipposideros ridleyi) — млекопитающее из семейства подковогубые (Hipposideridae). Видовое название дано в честь британского ботаника Генри Николаса Ридли (1855—1956).
Вид распространён в Юго-Восточной Азии (Бруней, Малайзия, Сингапур). Обитает в первичных низменных лесах. Ночует небольшими группами до 15 особей в кроне больших деревьев.
Обезлесение является угрозой для этого вида. Вид присутствует в охраняемых районах.